# Woźnica

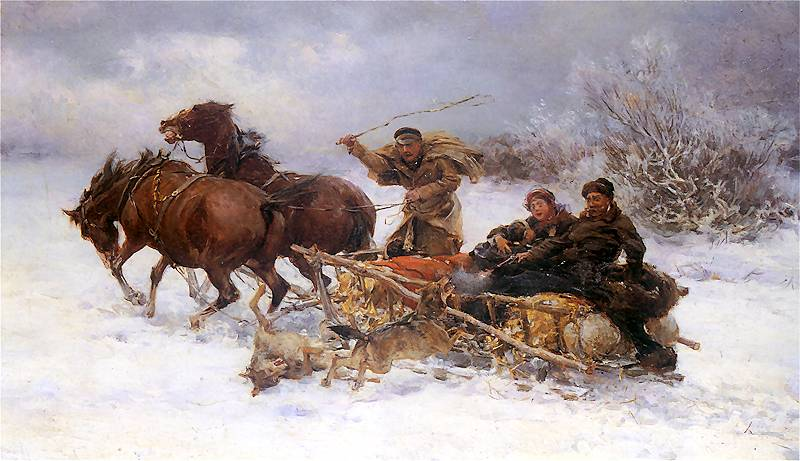
Woźnica popędza zaprzęg batem, dzierży lejce, pasażer się ostrzeliwuje. Obraz: „Wilki napadające na sanie”, ok. 1890, autor: Alfred Wierusz-Kowalski

Woźnica (również furman, wozak) – osoba powożąca zaprzęgiem konnym, także saniami, za pomocą lejca, bata, również zawód (jeśli zajęcie jest trwałe).
W tonacji sielankowej obraz niebezpieczeństw czyhających na dawnych zawodowych kupców-woźniców znany jest np. na podstawie ballady Mickiewicza z elementami beletrystycznymi.
Woźnica – przestarzały termin dawnego polskiego kodeksu drogowego. Status woźnicy nadawała karta woźnicy, uprawniająca do powożenia pojazdem zaprzęgowym osobę po ukończeniu 15. roku życia, która miała odpowiednie kwalifikacje. Możliwe były inne formy takiego uprawnienia. Na podst. art. 78 Prawa o ruchu drogowym z 1983.
Obecnie karta woźnicy nie istnieje. W przypadku osób, które ukończyły 15 lat, ale jeszcze nie osiągnęły 18. roku życia, dokumentem stwierdzającym posiadanie uprawnienia do kierowania pojazdem zaprzęgowym jest karta rowerowa lub prawo jazdy kategorii AM, A1, B1 lub T. Osoby, które ukończyły 18 lat, mogą kierować tego typu pojazdem bez dokumentów uprawniających. Dokumentem stwierdzającym osiągnięcie wymaganego wieku jest dokument tożsamości lub dowolna kategoria prawa jazdy.